# Det Händer
Det Händer var ett regionalt evenemangs- och nöjesmagasin. Utgivningstakten var tidigare ungefär varannan vecka med en samlad årsupplaga på 966 000 exemplar. Tidningen delades ut gratis till ett drygt tusental distributionspunkter som köpcentrum, turistbyråer, broförbindelser, flygplatser, hotell, restauranger, färjelägen, teatrar, biljettkontor och turistmål.
Magasinet innehåller artiklar och tips om nöjen, kultur och evenemang från respektive region samt ett kortfattat kalendarium. Bakom tidningen stod Sida för sida tidningsproduktion AB i Lomma.

## Historik
Magasinet startade 1993 som en evenemangsguide för Skåne. En nystart gjordes 2003 när Ola Sjösten tog över tidningen. År 2005 lanserades en upplaga för Köpenhamn.
Den 1 juli 2011 lanserades en särskild upplaga för Göteborg/Västkusten. I september samma år tillkom en upplaga för Stockholm/Mälardalen.

## Det Händers kulturpris
År 2005 instiftades Det Händers kulturpris som delades ut till organisationer och individer som utfört en "kulturgärning utöver det vanliga". Det har tilldelats följande:
- 2006: Josefine Tengblad och Theresé Willstedt vid Teatrum[4][5]
- 2007: Sara Ahlcrona[6]
- 2008: Gösta Werner-sällskapet[7][8]
- 2009: Steve Grahn[9][10]
- 2010: Ian Burns[11][12]
- 2011: Cornelius Löfmark[13]
- 2014: Stefan Julius Malmström[14]